# Шараф ад-Дин ат-Туси
Шарафуддин аль-Музаффар ибн Мухаммад ат-Туси (1135—1213) — персидский математик и астроном. Родился в Тусе, работал в Хамадане в эпоху Золотого века ислама. Учитель Камал ад-Дина ибн Юниса.
Написал «Трактат об алгебре и мукабалле», в котором в том числе изложил способ приближённого решения кубических уравнений, близкий к способам Виета и Ньютона, и в то же время являющийся обобщением способа извлечения кубических корней, применявшегося Кушьяром ибн Лаббаном и ан-Насави. Здесь также проводится исследование существования действительных положительных корней, как геометрическое, близкое к исследованию Омара Хайяма, так и чисто алгебраическое.
В «Ответе на вопрос эмира эмиров Шамс ад-Дина» решается задача о разделении квадрата на четыре части, внутренняя из которых является параллелограммом, а остальные трапециями, причём их площади имеют между собой данные отношения.
В «Трактате о двух линиях, которые приближаются, но не встречаются» исследуются свойства равносторонней гиперболы по отношению к её асимптотам.
Шараф ад-Дин ат-Туси написал также «Трактат об астролябии», «Трактат о линейной астролябии», «Трактат о небесных следах».